# فرودگاه تیکسی
فرودگاه تیکسی (به روسی: Тикси) نظامی واقع در تیکسی در کشور روسیه است که توسط نیروی هوایی روسیه اداره می‌شود.

## شرکت‌های هواپیمایی و مقصدهای پروازی
| شرکت‌های هواپیمایی | مقصدهای پروازی   |
| ----------------- | ---------------- |
| Polar Airlines    | یاکوتسک          |
| یاکوتیا ایرلاینز  | ونوکووا، یاکوتسک |